# Kostnojęzykokształtne
Kostnojęzykokształtne, arowanokształtne, arapaimokształtne (Osteoglossiformes) – rząd ryb promieniopłetwych (Actinopterygii) o wielu prymitywnych cechach budowy, zamieszkujących wody słodkowodne całego świata, głównie w obszarach tropikalnych. Większość gatunków prowadzi drapieżny tryb życia. Najstarsze otolity pochodzą z mastrychtu.

## Charakterystyka
Ciało jest wydłużone, spłaszczone bocznie, pokryte łuskami cykloidalnymi. Cechą charakterystyczną kostnojęzykokształtnych jest obecność dobrze rozwiniętego kostnego języka. W szczękach tychże ryb, a także na języku, znajdują się liczne zęby. Płetwa grzbietowa i odbytowa zazwyczaj są długie i przesunięte w tył. Część przedstawicieli ma prymitywne płuco, wykształcone z silnie unaczynionego, gąbczastego pęcherza pławnego, co umożliwia im oddychanie powietrzem atmosferycznym. Niektóre gatunki mają także, powstałe z przekształconych mięśni, specjalne narządy, wytwarzające i odbierające impulsy elektryczne – działające na zasadzie radaru. Umożliwia im to orientację i znajdowanie pokarmu w mętnej wodzie lub w ciemnościach. Zakłócenia fal radiowych są odbierane przez odpowiednie receptory, które przesyłają informacje do mózgu.
Wśród kostnojęzykokształtnych występują zaawansowane formy opieki nad potomstwem.

## Klasyfikacja
Do kostnojęzykokształtnych zaliczane są następujące rodziny (kolejność filogenetyczna):
- Pantodontidae – motylowcowate (jedynym jej przedstawicielem jest motylowiec)
- Osteoglossidae – kostnojęzykowe
- Notopteridae – brzeszczotkowate
- Mormyridae – mrukowate
- Gymnarchidae (jedynym jej przedstawicielem jest gymnarchus nilowy)

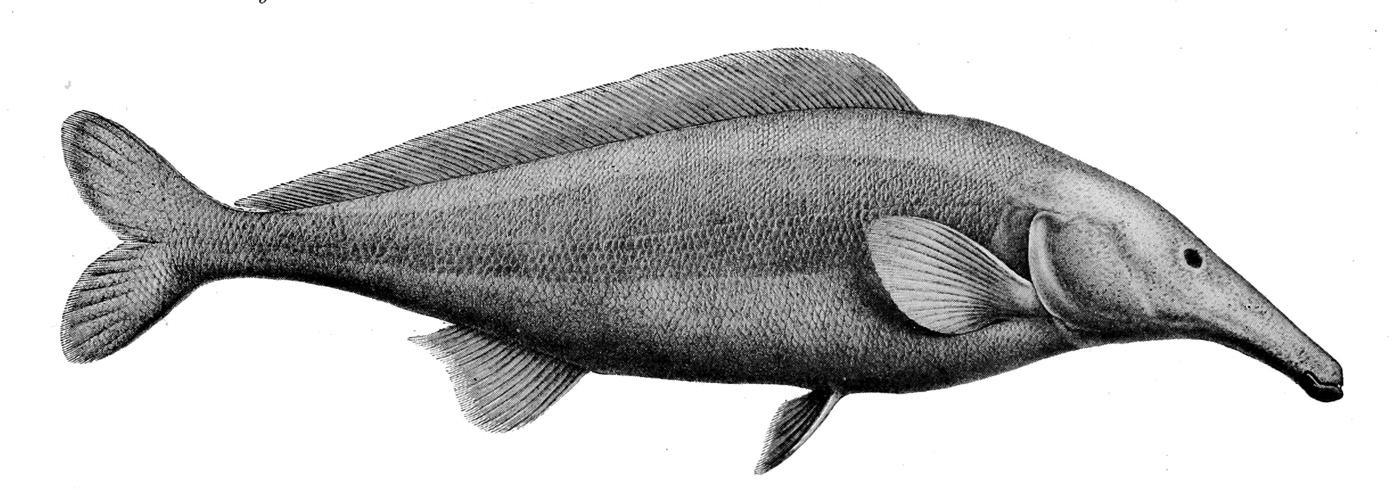
Mormyrus rume

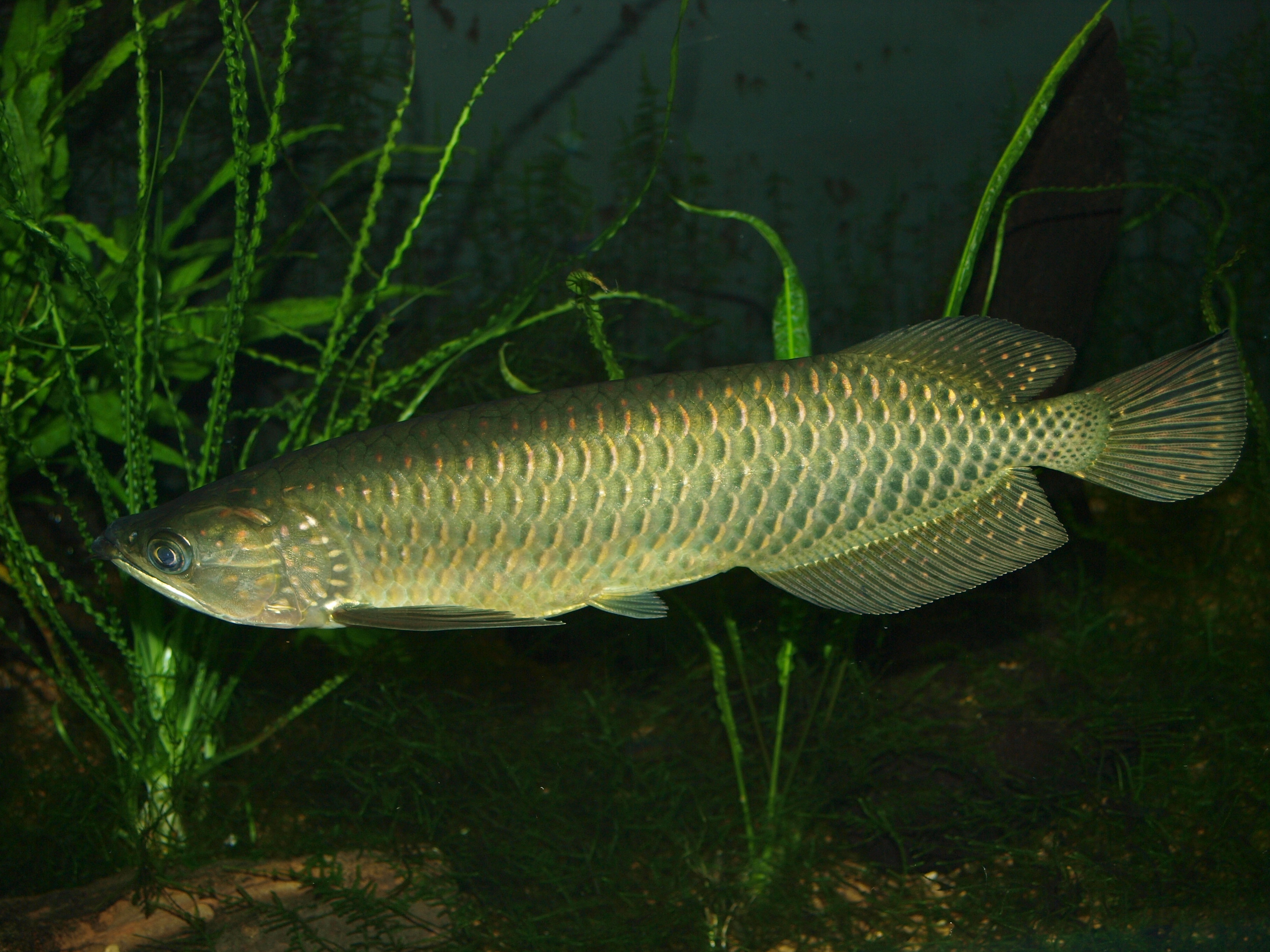
Scleropages leichardti

oraz sporna Arapaimidae.